# Biological Communications
Biological Communications — бесплатный международный рецензируемый научный журнал открытого доступа, субсидируемый и публикуемый Издательством Санкт-Петербургского государственного университета (СПбГУ). Издаётся на английском языке. Он охватывает исследования во всех областях биологических наук от классических дисциплин, таких как ботаника и зоология, до биотехнологии и фундаментальной медицины.
Biological Communications — это новое международное название «Вестника Санкт-Петербургского университета. Серия 3. Биология», впервые вышедшего в 1956 году как «Вестник Ленинградского университета. Биология». В 2017 году журнал был переформатирован в международный бесплатный журнал с открытым доступом. Его первым главным редактором был Егор Борисович Малашичев.
Журнал входит в перечень ВАК и индексируется рядом систем: Scopus, EBSCO, РИНЦ, RSCI, Ulrich’s Periodicals Directory, East View, КиберЛенинка, eLIBRARY.ru, Publons, ResearchGate, BIOSIS Previews, Zoological Record, Dimensions.